# Presa di Tabasco (1599)
La presa di Tabasco (anche detta incursione di Tabasco o seconda spedizione di Newport del 1599) fu un'azione militare avvenuta nel corso della guerra anglo-spagnola che portò alla presa del porto spagnolo di Tabasco nella Nuova Spagna, da parte degli inglesi. I corsari britannici, al comando di Christopher Newport, occuparono quindi il villaggi e fecero molto bottino prima di far vela verso la madrepatria.
Christopher Newport non era estraneo ad operazioni di questo genere nel Nuovo Mondo spagnolo dove era impegnato sin dal 1587 con notevoli successi. Egli perse addirittura il suo braccio nel corso della spedizione del 1590 mentre tentava di conquistare una nave spagnola la largo di Hispaniola. Ritornato da una spedizione nel 1598 con due navi rubate agli spagnoli, Newport decise subito di intraprendere una nuova spedizione a metà del 1599. Riprese il comando dei suoi vascelli Neptune, Blessing e Triton.

## L'incursione
Il gruppo di navi inglesi, salpate da Plymouth, giunse nello Spanish Main alla fine di settembre del 1599 dopo un rapido viaggio. L'obbiettivo della spedizione era il porto di Tabasco (allora chiamato San Juan Bautista) nella Baia della Nuova Spagna, che si trovava sotto il dominio del governatore Lázaro Suárez de Córdova.
Newport giunse alle coste della Nuova Spagna alla fine di ottobre; Tabasco si trovava nella parte sudest della Nuova Spagna, col golfo del Messico a nord. Newport salpò quindi verso un punto ad alcune miglia dal poro dove gli inglesi contavano di giungere. Nelle prime ore della giornata il gruppo avanzò verso il villaggio; un cavaliere spagnolo avvisò prontamente de Córdova che gli inglesi si stavano avvicinando ma era ormai troppo tardi ed il villaggio venne catturato dopo un breve scontro. Newport occupò quindi il villaggio e lo mantenne sotto il controllo inglese per due settimane; due navi mercantili vennero catturate nel porto. Gli abitanti non ebbero modo di andarsene e gli inglesi razziarono ogni cosa: le chiese vennero saccheggiate, ma Tabasco non venne messa a ferro e fuoco.
L'attacco si rivelò un grande successo in termini finanziari con 888 once d'argento che per l'epoca fruttarono £220 sterline. Inoltre vennero trovate 14 once di oo e perle, 40 di pelli e vennero anche prese le campane della chiesa locale. Le incursioni avvenute a Newport diedero conferma di essere un successo e perdurarono sino al 1603, distinguendosi per aver razziato ancor più di quanto avesse fatto il ben più famoso Francis Drake.